# Min soldat
"Min soldat" är en svensk schlager från 1940, med text och musik av Nils Perne (pseudonymen "Jokern"). 
Sången skrevs till och framfördes ursprungligen i revyn Det kommer en vår på Folkan i Stockholm, där den sjöngs av Naemi Briese.

## Ulla Billquists version
Det var dock genom Ulla Billquists insjungning på skiva som sången blev verkligt spridd, och därigenom en av beredskapsårens populäraste svenska melodier. Ulla Billquist gav först ut den i juni 1940 som B-sida till "Vi gå fram, fram, fram" , och i juli 1940 som A-sida med "Blommornas torg" som B-sida .
Billquists inspelning gjordes 8 maj 1940 och gavs ursprungligen ut på Sonora 3630 men flyttades senare till katalognummer 3654. Orkesterledare och arrangör var Sven Arefeldt. Inspelningen var den första Billquist gjorde för Sonora efter att ha köpts över från konkurrerande skivbolaget Columbia. Flera andra bolag gav ut konkurrerande inspelningar med andra sångerskor, bland andra Karin Juel och Siv Ericks.
1973 använde författaren Jan Olof Olsson en rad ur sången som titel för sin tv-serie Någonstans i Sverige, där också Ulla Billquists insjungning användes som signatur, vilket gav sången ny popularitet.

## Alternativa versioner
- "Min soldat" har spelats in av den danska sångerskan Birthe Kjær och Helmer Olesens orkester på skivan Det var en yndig tid. Den danska texten skrevs av Knud Feiffer.[3] Insjungning av denna version (med låttitel: "Min lille soldat") har även gjorts av Elsa Sigfuss.[5]
- "Min soldat" nådde även framgångar i USA, där bland andra The Andrews Sisters med Vic Schoen & His Orchestra den 15 november 1941 sjöng in den under namnet "The Shrine of Saint Cecilia". Carroll Loveday skrev den engelska texten.
- Sången framfördes även i filmen Jazzgossen (1958) av Maj-Britt Nilsson.
- Anni-Frid Lyngstad sjöng den i den påkostade TV-produktionen "När stenkakan slog" (1970). En video gjordes där hon sjungande sitter i en tågkupé.
- Ultima Thule gav ut en version av sången 2016.

## Citat
| ” | Hans skor är för stora och hans mössa för trång hans byxor för smala och hans rock är för lång men det gör detsamma för han är min soldat någonstans i Sverige | „ |